# Valhalla (Nowy Jork)
Valhalla – jednostka osadnicza w Stanach Zjednoczonych, w stanie Nowy Jork, w hrabstwie Westchester.